# Institute of Peace and Conflict Studies
Le Institute of Peace and Conflict Studies (IPCS), en français : « Institut d’études sur la paix et les conflits », est une organisation non gouvernementale (ONG) basée à New Delhi, en Inde. L’IPCS a été fondé en 1996 en tant que groupe de réflexion indépendant pour développer un cadre alternatif pour la paix et la sécurité en Asie du Sud grâce à des recherches et des analyses indépendantes. Il continue d’être l’un des principaux instituts indépendants de la région, sans affiliation à une institution et/ou à une idéologie particulière. La recherche de base de l’IPCS se concentre sur la sécurité intérieure, les questions nucléaires et les conflits régionaux. Depuis sa fondation, l’IPCS a été le berceau de la prochaine génération de penseurs stratégiques. Cet accent mis sur les jeunes se reflète à la fois dans son corps professoral et dans son solide programme de stages axé sur la formation de la prochaine génération de leaders d’opinion.

## Recherche
L’IPCS se concentre sur une gamme de défis de sécurité traditionnels et non traditionnels. L’IPCS s’efforce de former la prochaine génération de chercheurs de l’Inde et d’ailleurs. La recherche est largement divisée en catégories thématiques et géographiques suivantes.